# KF Elbasani
KF Elbasani (celým názvem Klubi i Futbollit Elbasani) je albánský fotbalový klub z města Elbasan založený roku 1923. Domovským stadionem je Stadioni Ruzhdi Bizhuta s kapacitou 13 000 diváků.

## Úspěchy
- Albánská Superliga - 1983-84, 2005-06
- Kategoria e Parë - 1933, 1958, 2001-02
- Albánský fotbalový pohár - 1975, 1992